# Helophilus celeber
Helophilus celeber är en tvåvingeart som beskrevs av Osten Sacken 1882. Helophilus celeber ingår i släktet kärrblomflugor, och familjen blomflugor.
Artens utbredningsområde är Filippinerna. Inga underarter finns listade i Catalogue of Life.